# La Bazoque (Orne)
La Bazoque – miejscowość i gmina we Francji, w regionie Normandia, w departamencie Orne.
Według danych na rok 1990 gminę zamieszkiwało 199 osób, a gęstość zaludnienia wynosiła 77 osób/km² (wśród 1815 gmin Dolnej Normandii Bazoque plasuje się na 687. miejscu pod względem liczby ludności, natomiast pod względem powierzchni na miejscu 1065.).